# Granica (film 2009)
Granica (słow. Hranica) – słowacki film dokumentalny z 2009 roku w reżyserii Jaroslava Vojtka opowiadający o zakarpackiej wsi Slemence (Szelmenc) i losie jej mieszkańców.
Slemence (Szelmenc) to niewielka wioska położona 16,5 km na południowy zachód od Użhorodu, a zamieszkała niemal w całości przez ludność narodowości węgierskiej. Latem 1946 roku przez środek wsi przeprowadzono linię graniczną między Czechosłowacją a Związkiem Radzieckim, dzieląc ją na Wielkie (dziś należące do Słowacji) i Małe Slemence (dziś należące do Ukrainy). Strzeżone przez wojsko zasieki na długie dziesięciolecia rozdzieliły slemeneckie rodziny. Odwiedzenie bliskich z drugiej strony szlabanu wymagało uzyskania kosztownej wizy i podróży przez odległe przejście graniczne. Wśród bohaterów filmu jest m.in. Rebeka Kuik, która w momencie wytyczania granicy przebywała, ze względu na wyjazd rodziców, w domu dziadków. Dom rodziców znalazł się po stronie radzieckiej, podczas gdy dom dziadków po czechosłowackiej; odtąd widywała swą matkę i ojca tylko przez szlaban.
W latach 90. mieszkańcy zaczęli dążyć do – przynajmniej częściowego – otwarcia granicy. Symbolem tych dążeń było ustawienie jesienią 2003 roku po obu stronach granicy symbolicznych połówek bram seklerskich z napisami: „Z jednych Slemenców stały się dwa, niech stwórca je zjednoczy” oraz „Niech będzie, jak było”. Wreszcie 23 grudnia 2005 roku, po interwencjach międzynarodowych (m.in. amerykańskich), otwarto między Wielkimi i Małymi Slemencami pieszo-rowerowe przejście graniczne, co dla wielu mieszkańców było pierwszą okazją odwiedzin drugiej części rodzinnej wsi. Dwa lata później Słowacja weszła do strefy Schengen. Przejście pozostało, ale jego przekroczenie znowu wymaga udania się po kosztowną wizę do Kijowa lub Preszowa, a granica jest strzeżona równie silnie, jak za czasów radzieckich
Film był realizowany przez sześć lat – sceny z początkowej części pochodzą z roku 2001, ostatnie natomiast z końca 2007. Jako że Slemence zamieszkiwane są przez Węgrów, większość bohaterów wypowiada się właśnie w tym języku.
Granica została uznana za najlepszy film dokumentalny Europy Środkowo-Wschodniej na festiwalu Między Morzami w Igławie w 2009 roku. W roku 2010 film wybrano na słowacką kandydaturę do ubiegania się o statuetkę Oscara, nie znalazł się on jednak wśród nominacji.